# Kättarnas tempel
Kättarnas tempel är en roman av Gabriella Håkansson utgiven 2014. Den är en fortsättning på romanen Aldermanns arvinge  och andra delen i en trilogi som utspelar sig i London på 1800-talet.

## Källa
- Kättarnas tempel Albert Bonniers förlag